# Достоєвський Павло Петрович
Павло́ Петро́вич Достоє́вський (3 липня 1938) — український ветеринар, кандидат ветеринарних наук (1997), генерал-полковник державної служби ветеринарної медицини України.
Почесний академік Національної академії аграрних наук України, відділення ветеринарної медицини і зоотехнії. Почесний професор Національного аграрного університету. Почесний професор Полтавської державної аграрної академії. Почесний доктор наук ННЦ «Інститут експериментальної та клінічної ветеринарної медицини».

## Життєпис
Народився у селі Далеке Кушнірове, нині в межах Миколаївського району Одеської області.
Після закінчення школи у 1952 році встипив до Ісаївського зооветеринарного технікуму. У 1956 році закінчив технікум і вступив до Білоцерківського сільськогосподарського інституту, який закінчив у 1961 році за спеціальністю «Ветеринарія».
Після закінчення інституту працював у Біляївському районі Одеської області: ветеринарним лікарем радгоспу «Родіна» (1961—1962), державним інспектором із заготівлі (січень—квітень 1962), головним лікарем колгоспу «Прогрес» (1962—1966), заступником головного ветеринарного лікаря району (1966—1967).
У 1967—1971 роках — головний ветеринарний лікар Красноокнянського району Одеської області. З 1971 по 1983 роки — начальник Великомихайлівського районного управління сільського господарства Одеської області та інструктор сільськогосподарського відділу ЦК КПУ.
У 1983—1985 роках — начальник Головного управління ветеринарії з держветінспекцією міністерства сільського господарства Української РСР — головний державний ветеринарний інспектор УРСР; у 1986 році — начальник Головного управління ветеринарії з держветінспекцією Головного управління з виробництва і переробки продукції тваринництва Держагропрому УРСР — головний державний ветеринарний інспектор УРСР; у 1986—1991 роках — начальник Головного управління ветеринарії з держветінспекцією Держагропрому УРСР — головний державний ветеринарний інспектор УРСР.
У 1986 році, перебуваючи на чолі Державної ветеринарної служби України, П. П. Достоєвський з перших днів брав активну участь у ліквідації наслідків аварії на Чорнобильській АЕС, організував і провів евакуацію худоби, налагодив дослідження тваринницької продукції в уражених областях на вміст радіонуклідів, очолив групу вчених з розробки рекомендацій щодо ведення тваринництва на забруднених територіях.
Зі здобуттям Україною незалежності у 1991 році — начальник Головного управління ветеринарії з держветінспекцією міністерства сільського господарства України — головний державний ветеринарний інспектор міністерства сільського господарства України; з 1992 по 1997 роки — начальник Головного управління ветеринарії з держветінспекцією мінсільгосппроду України — головний державний ветеринарний інспектор міністерства сільського господарства і продовольства України; у 1997—1999 роках — головний державний інспектор ветеринарної медицини України — голова Державного департаменту ветеринарної медицини міністерства агропромислового комплексу України.
Протягом 1999—2001 років очолював Асоціацію спеціалістів ветеринарної медицини України.
З 2004 року — заступник генерального директора Української виробничо-комерційної корпорації із зоотехнічного і ветеринарного постачання «Укрзооветпромпостач».
Автор понад 150 наукових праць, у тому числі 2 монографій, 2 підручників, 2 навчальних посібників. Має 3 патенти.

## Нагороди і почесні звання
- Заслужений працівник сільського господарства України (14.11.1996).[2]
- Лауреат Державної премії України в галузі науки і техніки (2016).
- Орден «Знак Пошани» — за проведену роботу та активну участь у ліквідації наслідків аварії на ЧАЕС.
- Велика срібна медаль «За заслуги» Міжнародного епізоотичного бюро (МЕБ, 2000).
- медалі.